# 라비 알타니
라비 알타니(아랍어: ربيع الثاني)는 이슬람력에서 네 번째 달의 이름이다.

## 시간
| AH   | 첫 날 (CE/AD)    | 마지막 날 (CE/AD) |
| ---- | ---------------- | ----------------- |
| 1439 | 2017년 12월 19일 | 2018년 1월 17일   |
| 1440 | 02018년 12월 8일 | 02019년 1월 6일   |
| 1441 | 2019년 11월 28일 | 2019년 12월 26일  |
| 1442 | 2020년 11월 16일 | 2020년 12월 15일  |
| 1443 | 02021년 11월 6일 | 02021년 12월 4일  |
| 1444 | 2022년 10월 26일 | 2022년 11월 24일  |